# 2955 Ньюбьорн
2955 Ньюбьорн (2955 Newburn) — астероїд головного поясу, відкритий 30 січня 1982 року.
Тіссеранів параметр щодо Юпітера — 3,670.